# Betriebsplan (Bergrecht)
Ein Betriebsplan ist ein im deutschen Bergrecht angewandtes Verfahren zur Betriebsüberwachung. Nach dem Bundesberggesetz (BBergG) dürfen bergbauliche Aktivitäten wie Aufsuchen, Gewinnen und Aufbereiten von Bodenschätzen nur mit einem zugelassenen Betriebsplan durchgeführt werden. Für die Zulassung und Überwachung ist die Bergbehörde zuständig. 

## Rechtsgrundlage
Rechtsgrundlage ist der Dritte Teil, Zweites Kapitel des Bundesberggesetzes vom 13. August 1980 in der derzeit geltenden Fassung. Demnach dürfen Aufsuchungsbetriebe, Gewinnungsbetriebe und Betriebe zur Aufbereitung nur auf Grund von Betriebsplänen errichtet, geführt und eingestellt werden. Die Pläne sind vom Unternehmer aufzustellen und bedürfen der Zulassung durch die zuständige Behörde. Die Betriebsplanpflicht gilt auch für die Einstellung der Gewinnung im Falle der Rücknahme, des Widerrufs oder der Aufhebung einer bergrechtlichen Erlaubnis, Bewilligung oder eines Bergwerkseigentums sowie im Falle des Erlöschens einer sonstigen Bergbauberechtigung. Die Betriebspläne müssen eine Darstellung des Umfanges, der technischen Durchführung und der Dauer des beabsichtigten Vorhabens sowie den Nachweis enthalten, das die Voraussetzungen zur Zulassung des Planes erfüllt sind. Sie können verlängert, ergänzt und abgeändert werden.

## Betriebspläne
Folgende Betriebspläne sieht das Bundesberggesetz vor:

### Hauptbetriebsplan
Für die Errichtung und Führung eines Betriebes sind Hauptbetriebspläne für einen in der Regel zwei Jahre nicht überschreitenden Zeitraum aufzustellen. Eine Unterbrechung des Betriebes für einen Zeitraum bis zu zwei Jahren gilt als Führung des Betriebes, eine längere Unterbrechung nur dann, wenn sie von der zuständigen Behörde genehmigt wird.

### Rahmenbetriebsplan
Die zuständige Behörde kann verlangen, dass für einen bestimmten längeren, nach den jeweiligen Umständen bemessenen Zeitraum Rahmenbetriebspläne aufgestellt werden, die allgemeine Angaben über das beabsichtigte Vorhaben, dessen technische Durchführung und voraussichtlichen zeitlichen Ablauf enthalten müssen. Innerhalb dieser werden dann die Details durch Hauptbetriebs- und Sonderbetriebspläne geregelt. Ein Rahmenbetriebsplan ist insbesondere dann zu erstellen, wenn das geplante Abbauvorhaben einer Umweltverträglichkeitsprüfung bedarf. Die Umweltverträglichkeitsprüfung erfolgt dann innerhalb im Rahmenbetriebsplanverfahren, welches mit einer Plangenehmigung oder mit einem Planfeststellungsbeschluss abschließt. 

### Sonderbetriebsplan
Die zuständige Behörde kann verlangen, dass für bestimmte Teile des Betriebes oder für bestimmte Vorhaben (z. B. Sprengarbeiten) Sonderbetriebspläne aufgestellt werden. 

### Abschlussbetriebsplan
Für die Einstellung eines Betriebes ist ein Abschlussbetriebsplan aufzustellen, der eine genaue Darstellung der technischen Durchführung und der Dauer der beabsichtigten Betriebseinstellung und Angaben über eine Beseitigung der betrieblichen Anlagen und Einrichtungen oder über deren anderweitige Verwendung enthalten muss. Auch Abschlussbetriebspläne können ergänzt und abgeändert werden. Dem Abschlussbetriebsplan für einen Gewinnungsbetrieb ist eine Betriebschronik beizufügen.

### Gemeinschaftlicher Betriebsplan
Für Arbeiten und Einrichtungen, die von mehreren Unternehmen nach einheitlichen Gesichtspunkten durchgeführt, errichtet oder betrieben werden müssen, haben die beteiligten Unternehmer auf Verlangen der zuständigen Behörde gemeinschaftliche Betriebspläne aufzustellen.

## Verfahren
Der Unternehmer hat den Betriebsplan, dessen Verlängerung, Ergänzung oder Abänderung vor Beginn der vorgesehenen Arbeiten zur Zulassung einzureichen. Die Bergbehörde beteiligt andere Behörden oder Gemeinden als Planungsträger, sofern durch die in einem Betriebsplan vorgesehenen Maßnahmen deren Aufgabenbereich berührt wird. Die Landesregierungen können durch Rechtsverordnung eine weitergehende Beteiligung der Gemeinden vorschreiben, soweit in einem Betriebsplan Maßnahmen zur Lagerung oder Ablagerung von Bodenschätzen, Nebengestein oder sonstigen Massen vorgesehen sind. Die Zulassung eines Betriebsplanes ist zu erteilen, wenn die Voraussetzungen des § 55 BBergG erfüllt sind. Die Erfüllung der Voraussetzungen ist im Betriebsplan nachzuweisen. Die Zulassung eines Betriebsplanes bedarf der Schriftform. Die nachträgliche Aufnahme, Änderung oder Ergänzung von Auflagen ist zulässig, wenn sie für den Unternehmer und für Einrichtungen der von ihm betriebenen Art wirtschaftlich vertretbar (Verhältnismäßigkeitsprinzip) und nach den allgemein anerkannten Regeln der Technik erfüllbar sind.